# La dama de blanco (Wilkie Collins)
La dama de blanco (The Woman in White) es una novela epistolar escrita por Wilkie Collins en 1859, serializada de 1859 a 1860 en la revista literaria All the Year Round fundada por Charles Dickens. Fue publicada por primera vez en forma de libro ese último año. En 1995, la Mystery Writers of America la incluyó en su lista de las cien mejores novelas de misterio de todos los tiempos.

## Introducción
Está considerada como una de las primeras novelas de misterio, y también como una de las primeras (y de las mejores) del subgénero inglés llamado sensation novel. 
La historia puede ser considerada como un ejemplo precoz de la novela policíaca, con el héroe, Walter Hartright, empleando muchas de las técnicas propias de los detectives privados. El uso de narrativas múltiples se basa en la formación jurídica de Collins, lo cual podemos ver señalado en el preámbulo de la obra con las siguientes palabras: "la historia que aquí se presenta se le dirá por más de una pluma, como la historia de un delito contra las leyes se cuenta en el tribunal de justicia por más de un testigo". Este hecho va más allá de la curiosidad narrativa, lográndose un efecto de gran interés en cuanto al punto de vista del narrador, que elude la omniscencia propia de otras obras de la época.

## Argumento
Un profesor de dibujo, Walter Hartright, es empleado por el señor Fairlie, de la Casa Limmeridge, en Cumberland, para que enseñe a su sobrina, la bella heredera Laura Fairlie, y a la medio hermana de esta, Marian Halcombe. 
Walter y Laura acaban enamorándose irremediablemente, pero el profesor de dibujo no tiene la posición social de su rica amada, Ésta, que ha de casarse con el baronet Sir Percival Glyde por haberlo prometido a su padre en el lecho de muerte de este, acaba concertando el matrimonio con el noble, considerado un amigo por el finado. 
Walter se marcha de la residencia de los Fairlie a petición de Marian y también por decisión propia, para evitar así hacer daño a la mujer que ama, y decide embarcarse hacia las Américas para intentar olvidar el dolor.
Laura comienza la vida matrimonial, con Marian como compañera. Pronto queda claro que Sir Percival tiene problemas de dinero y se ha casado con Laura por la fortuna de ésta. Su amigo el conde italiano Fosco, cuya esposa es tía de Laura, parece estar implicado en la trama, y Marian desconfía profundamente de él, como queda patente en su diario, que se convierte en la voz que guía la lectura en esta parte de la obra.
Una noche, mientras escucha la revelación final de la conspiración ideada por Fosco y Sir Percival, Marian cae gravemente enferma por culpa del mal tiempo, ocasión que aprovechan los dos conspiradores para dar el paso definitivo de su plan: harán creer a una convaleciente Marian que Laura ha muerto repentinamente durante una visita a su tía en Londres.
Una extraña mujer vestida de blanco aparece varias veces durante la primera parte de la novela: Anne Catherick, hija de una antigua ama de llaves de los Glyde; la joven tiene un inquietante parecido con Laura. Como rasgo distintivo, esa mujer siempre viste de blanco en recuerdo de la difunta madre de Laura, que la había tratado con gran cariño durante su estancia en Limmeridge cuando no era ella más que una niña. Anne tiene su primer encuentro con Hartright bajo circunstancias misteriosas en las primeras páginas de la novela, y más tarde se entera este de que ella había escapado de un asilo privado donde había sido confinada por su madre y por Sir Percival. Mental y físicamente frágil, Anne da pistas repetidas sobre un escandaloso secreto asociado a Sir Percival, a quien odia y teme. Más tarde, el parecido de ella con Laura será usado por Sir Percival y Fosco para intentar lograr sus objetivos: matarán a Anne e ingresarán a Laura en su lugar en el manicomio, con la esperanza de que nadie descubra la farsa.
Con el tiempo, Hartright regresa a Inglaterra, y junto a la tumba de Laura se encuentra para su sorpresa con Marian y la propia Laura, que ha sido rescatada por Marian, pero se halla mentalmente destrozada, incapaz de recuperar su identidad y en constante peligro de ser capturada por los hombres que han destrozado su vida. Hartright y Marian intentar en vano dar a conocer lo ocurrido, pero se acaban dando cuenta de que se ha de forzar a Sir Percival a una confesión si quieren limpiar el nombre de Laura y volver a vivir una vida normal.
Buscando el secreto mencionado por Anne, que espera utilizar como instrumento de negociación, Hartright llega en sus pesquisas hasta la partida de matrimonio de los padres de Sir Percival, la cual parece ser una falsificación hecha por este con la intención de ocultar la ilegitimidad de tal matrimonio, que le privaría del título y de la herencia si se hiciera pública. En la lucha para obtener pruebas, se quema la iglesia donde estaba guardada la partida, y esos vitales documentos se pierden, así como la propia vida de Sir Percival. 
Ya sin el marido de Laura de por medio, el único obstáculo para limpiar el nombre de la dama es el conde Fosco, pero este problema será prontamente eliminado gracias a la inesperada ayuda de un viejo amigo de Walter, que además había sido responsable de que este comenzase a trabajar en Limmeridge.
Laura ya es libre para casarse con Hartright. Pierde la herencia, pero Hartright logra que se reconozca la identidad de Laura en Limmeridge, y el nombre de la tumba se sustituye por el de Anne Catherick, que es quien realmente está allí.